# 도토 (홋카이도)
도토 지방(일본어: 道東, どうとう)은 홋카이도의 지역구분으로, 홋카이도의 동부를 말한다.  이 지역은 중의원 선거구의 구 홋카이도５구와 같다.
- 오호츠크 종합진흥국
- 구시로 종합진흥국
- 토카치 종합진흥국
- 네무로 진흥국